# Bóng rổ tại Đại hội Thể thao Đông Nam Á 2021 – Nam
Giải đấu bóng rổ nam tại Đại hội Thể thao Đông Nam Á 2021 được tổ chức tại Nhà thi đấu huyện Thanh Trì, Hà Nội, Việt Nam từ ngày 16 đến 22 tháng 5 năm 2022.

## Lịch thi đấu
Dưới đây là lịch thi đấu ở nội dung bóng rổ nam:
| RR | Vòng tròn 1 lượt |

| T2 16 | T3 17 | T4 18 | T5 19 | T6 20 | T7 21 | CN 22 |
| ----- | ----- | ----- | ----- | ----- | ----- | ----- |
| RR    | RR    | RR    | RR    | RR    | RR    | RR    |

## Quốc gia tham dự
- Campuchia
- Indonesia
- Malaysia
- Philippines
- Singapore
- Thái Lan
- Việt Nam

## Thể thức thi đấu
Bảy đội tuyển thi đấu theo hình thức vòng tròn một lượt. Ba đội có thành tích cao nhất sẽ lần lượt được trao huy chương vàng, bạc và đồng.

## Địa điểm
Giải đấu bóng rổ 5 đấu 5 được tổ chức tại Nhà thi đấu huyện Thanh Trì, Hà Nội.

## Kết quả

### Thi đấu vòng tròn
Tất cả thời gian được liệt kê tính theo giờ Việt Nam (UTC+7)
| VT | Đội          | ST | T | B | ĐT  | ĐB  | HS   | Đ  | Kết quả chung cuộc |
| -- | ------------ | -- | - | - | --- | --- | ---- | -- | ------------------ |
| 1  | Indonesia    | 6  | 6 | 0 | 537 | 420 | +117 | 12 | Huy chương vàng    |
| 2  | Philippines  | 6  | 5 | 1 | 520 | 331 | +189 | 11 | Huy chương bạc     |
| 3  | Thái Lan     | 6  | 4 | 2 | 524 | 362 | +162 | 10 | Huy chương đồng    |
| 4  | Việt Nam (H) | 6  | 3 | 3 | 470 | 483 | −13  | 9  |                    |
| 5  | Malaysia     | 6  | 2 | 4 | 392 | 470 | −78  | 8  |                    |
| 6  | Singapore    | 6  | 1 | 5 | 373 | 492 | −119 | 7  |                    |
| 7  | Campuchia    | 6  | 0 | 6 | 271 | 529 | −258 | 6  |                    |

| 16 tháng 5 năm 2022 11:00 |                                                    | Malaysia | 92–95 | Indonesia | OT | Nhà thi đấu huyện Thanh Trì, Hà Nội |
| 16 tháng 5 năm 2022 11:00 | Điểm mỗi set: 22–24, 15–30, 19–20, 28–10, OT: 8–11 |          |       |           | OT | Nhà thi đấu huyện Thanh Trì, Hà Nội |

| 16 tháng 5 năm 2022 15:00 |                                          | Philippines | 76–73 | Thái Lan |  | Nhà thi đấu huyện Thanh Trì, Hà Nội |
| 16 tháng 5 năm 2022 15:00 | Điểm mỗi set: 13–21, 25–13, 20–18, 18–21 |             |       |          |  | Nhà thi đấu huyện Thanh Trì, Hà Nội |

| 16 tháng 5 năm 2022 19:00 |                                         | Việt Nam | 87–55 | Campuchia |  | Nhà thi đấu huyện Thanh Trì, Hà Nội |
| 16 tháng 5 năm 2022 19:00 | Điểm mỗi set: 26–8, 27–18, 14–13, 20–16 |          |       |           |  | Nhà thi đấu huyện Thanh Trì, Hà Nội |

| 17 tháng 5 năm 2022 15:00 |                                          | Thái Lan | 92–45 | Malaysia |  | Nhà thi đấu huyện Thanh Trì, Hà Nội |
| 17 tháng 5 năm 2022 15:00 | Điểm mỗi set: 26–11, 15–10, 28–13, 23–11 |          |       |          |  | Nhà thi đấu huyện Thanh Trì, Hà Nội |

| 17 tháng 5 năm 2022 17:00 |                                      | Campuchia | 32–100 | Philippines |  | Nhà thi đấu huyện Thanh Trì, Hà Nội |
| 17 tháng 5 năm 2022 17:00 | Điểm mỗi set: 9–32, 8–25, 6–14, 9–29 |           |        |             |  | Nhà thi đấu huyện Thanh Trì, Hà Nội |

| 17 tháng 5 năm 2022 19:00 |                                          | Singapore | 83–86 | Việt Nam |  | Nhà thi đấu huyện Thanh Trì, Hà Nội |
| 17 tháng 5 năm 2022 19:00 | Điểm mỗi set: 27–21, 23–22, 19–20, 14–23 |           |       |          |  | Nhà thi đấu huyện Thanh Trì, Hà Nội |

| 18 tháng 5 năm 2022 11:00 |                                          | Indonesia | 78–75 | Thái Lan |  | Nhà thi đấu huyện Thanh Trì, Hà Nội |
| 18 tháng 5 năm 2022 11:00 | Điểm mỗi set: 19–13, 12–18, 26–20, 21–24 |           |       |          |  | Nhà thi đấu huyện Thanh Trì, Hà Nội |

| 18 tháng 5 năm 2022 15:00 |                                         | Philippines | 88–37 | Singapore |  | Nhà thi đấu huyện Thanh Trì, Hà Nội |
| 18 tháng 5 năm 2022 15:00 | Điểm mỗi set: 17–7, 26–10, 18–10, 27–10 |             |       |           |  | Nhà thi đấu huyện Thanh Trì, Hà Nội |

| 18 tháng 5 năm 2022 19:00 |                                        | Malaysia | 62–41 | Campuchia |  | Nhà thi đấu huyện Thanh Trì, Hà Nội |
| 18 tháng 5 năm 2022 19:00 | Điểm mỗi set: 21–13, 15–5, 13–19, 13–4 |          |       |           |  | Nhà thi đấu huyện Thanh Trì, Hà Nội |

| 19 tháng 5 năm 2022 11:00 |                                        | Campuchia | 44–94 | Indonesia |  | Nhà thi đấu huyện Thanh Trì, Hà Nội |
| 19 tháng 5 năm 2022 11:00 | Điểm mỗi set: 14–32, 7–17, 15–16, 8–29 |           |       |           |  | Nhà thi đấu huyện Thanh Trì, Hà Nội |

| 19 tháng 5 năm 2022 15:00 |                                          | Singapore | 58–75 | Malaysia |  | Nhà thi đấu huyện Thanh Trì, Hà Nội |
| 19 tháng 5 năm 2022 15:00 | Điểm mỗi set: 14–17, 13–20, 16–16, 15–22 |           |       |          |  | Nhà thi đấu huyện Thanh Trì, Hà Nội |

| 19 tháng 5 năm 2022 19:00 |                                          | Việt Nam | 60–88 | Philippines |  | Nhà thi đấu huyện Thanh Trì, Hà Nội |
| 19 tháng 5 năm 2022 19:00 | Điểm mỗi set: 17-20, 16-22, 14-20, 13-26 |          |       |             |  | Nhà thi đấu huyện Thanh Trì, Hà Nội |

| 20 tháng 5 năm 2022 15:00 |                                        | Thái Lan | 105–37 | Campuchia |  | Nhà thi đấu huyện Thanh Trì, Hà Nội |
| 20 tháng 5 năm 2022 15:00 | Điểm mỗi set: 29–8, 20–5, 25–11, 31–13 |          |        |           |  | Nhà thi đấu huyện Thanh Trì, Hà Nội |

| 20 tháng 5 năm 2022 17:00 |                                          | Indonesia | 91–61 | Singapore |  | Nhà thi đấu huyện Thanh Trì, Hà Nội |
| 20 tháng 5 năm 2022 17:00 | Điểm mỗi set: 22–18, 26–13, 22–11, 21–22 |           |       |           |  | Nhà thi đấu huyện Thanh Trì, Hà Nội |

| 20 tháng 5 năm 2022 19:00 |                                          | Malaysia | 74–97 | Việt Nam |  | Nhà thi đấu huyện Thanh Trì, Hà Nội |
| 20 tháng 5 năm 2022 19:00 | Điểm mỗi set: 12–27, 26–22, 15–26, 21–22 |          |       |          |  | Nhà thi đấu huyện Thanh Trì, Hà Nội |

| 21 tháng 5 năm 2022 11:00 |                                          | Philippines | 87–44 | Malaysia |  | Nhà thi đấu huyện Thanh Trì, Hà Nội |
| 21 tháng 5 năm 2022 11:00 | Điểm mỗi set: 19–10, 20–12, 29–11, 19–11 |             |       |          |  | Nhà thi đấu huyện Thanh Trì, Hà Nội |

| 21 tháng 5 năm 2022 15:00 |                                          | Singapore | 53–90 | Thái Lan |  | Nhà thi đấu huyện Thanh Trì, Hà Nội |
| 21 tháng 5 năm 2022 15:00 | Điểm mỗi set: 10–24, 10–24, 22–18, 11–24 |           |       |          |  | Nhà thi đấu huyện Thanh Trì, Hà Nội |

| 21 tháng 5 năm 2022 19:00 |                                          | Việt Nam | 67–94 | Indonesia |  | Nhà thi đấu huyện Thanh Trì, Hà Nội |
| 21 tháng 5 năm 2022 19:00 | Điểm mỗi set: 15–30, 23–25, 13–24, 16–15 |          |       |           |  | Nhà thi đấu huyện Thanh Trì, Hà Nội |

| 22 tháng 5 năm 2022 11:00 |                                          | Campuchia | 62–81 | Singapore |  | Nhà thi đấu huyện Thanh Trì, Hà Nội |
| 22 tháng 5 năm 2022 11:00 | Điểm mỗi set: 15–11, 12–22, 16–27, 19–21 |           |       |           |  | Nhà thi đấu huyện Thanh Trì, Hà Nội |

| 22 tháng 5 năm 2022 15:00 |                                          | Indonesia | 85–81 | Philippines |  | Nhà thi đấu huyện Thanh Trì, Hà Nội |
| 22 tháng 5 năm 2022 15:00 | Điểm mỗi set: 18–14, 18–18, 27–28, 22–21 |           |       |             |  | Nhà thi đấu huyện Thanh Trì, Hà Nội |

| 22 tháng 5 năm 2022 19:00 |                                          | Thái Lan | 89–73 | Việt Nam |  | Nhà thi đấu huyện Thanh Trì, Hà Nội |
| 22 tháng 5 năm 2022 19:00 | Điểm mỗi set: 21–16, 22–15, 26–23, 20–19 |          |       |          |  | Nhà thi đấu huyện Thanh Trì, Hà Nội |

## Xếp hạng chung cuộc
| Vị trí | Đội         |
| ------ | ----------- |
| 1      | Indonesia   |
| 2      | Philippines |
| 3      | Thái Lan    |
| 4      | Việt Nam    |
| 5      | Malaysia    |
| 6      | Singapore   |
| 7      | Campuchia   |